# Područna nogometna liga Rijeka – 1. razred 1973./74.
Područna nogometna liga Rijeka – Prvi razred, također i kao Prvi razred Područne nogometne lige Rijeke; Područna liga Rijeka – 1. razred; Područna liga Rijeka (Prvi razred) je bila liga petog stupnja nogometnog prvenstva Jugoslavije u sezoni 1973./74. 
 
Sudjelovalo je 12 klubova, a prvak je bio "Borac" iz Bakra.

## Ljestvica
| mj. | klub                     | ut. | pob. | ner. | por. | gol+ | gol- | bod |
| --- | ------------------------ | --- | ---- | ---- | ---- | ---- | ---- | --- |
| 1.  | Borac Bakar              | 22  | 13   | 7    | 2    | 44   | 17   | 32  |
| 2.  | Risnjak Lokve            | 22  | 11   | 6    | 5    | 51   | 27   | 28  |
| 3.  | Vinodol Novi Vnodolski   | 22  | 10   | 7    | 5    | 32   | 22   | 27  |
| 4.  | Draga (Mošćenička Draga) | 22  | 7    | 9    | 6    | 33   | 32   | 23  |
| 5.  | Rab                      | 22  | 8    | 7    | 7    | 35   | 40   | 23  |
| 6.  | Klana                    | 22  | 8    | 6    | 8    | 43   | 32   | 22  |
| 7.  | Bribir                   | 22  | 8    | 6    | 8    | 32   | 39   | 22  |
| 8.  | Primorje Rijeka          | 22  | 4    | 11   | 7    | 33   | 27   | 19  |
| 9.  | Rječina Dražice          | 22  | 5    | 8    | 9    | 29   | 32   | 18  |
| 10. | INA Rijeka               | 22  | 6    | 6    | 10   | 24   | 45   | 18  |
| 11. | Rikard Benčić Rijeka     | 22  | 5    | 6    | 11   | 23   | 34   | 16  |
| 12. | Primorac Šmrika          | 22  | 5    | 5    | 12   | 33   | 45   | 15  |

## Rezultatska križaljka
| kratica | klub                     | BOR | BRI | DRA | INA | KLA | PRIA | PRIJ | RAB | RIKB | RIS | RJE | VIN |
| --- | ------------------------ | --- | --- | --- | --- | --- | ---- | ---- | --- | ---- | --- | --- | --- |
| BOR | Borac Bakar              |     |     |     |     |     |      |      |     |      |     |     |     |
| BRI | Bribir                   |     |     |     |     |     |      |      |     |      |     |     |     |
| DRA | Draga (Mošćenička Draga) |     |     |     |     |     |      |      |     |      |     |     |     |
| INA | INA Rijeka               |     |     |     |     |     |      |      |     |      |     |     |     |
| KLA | Klana                    |     |     |     |     |     |      |      |     |      |     |     |     |
| PRIA | Primorac Šmrika          |     |     |     |     |     |      |      |     |      |     |     |     |
| PRIJ | Primorje Rijeka          |     |     |     |     |     |      |      |     |      |     |     |     |
| RAB | Rab                      |     |     |     |     |     |      |      |     |      |     |     |     |
| RIKB | Rikard Benčić Rijeka     |     |     |     |     |     |      |      |     |      |     |     |     |
| RIS | Risnjak Lokve            |     |     |     |     |     |      |      |     |      |     |     |     |
| RJE | Rječina Dražice          |     |     |     |     |     |      |      |     |      |     |     |     |
| VIN | Vinodol Novi Vnodolski   |     |     |     |     |     |      |      |     |      |     |     |     |
| |                          |     |     |     |     |     |      |      |     |      |     |     |     |
| podebljan rezultat - utakmice od 1. do 11. kola (1. utakmica između klubova) rezultat normalne debljine - utakmice od 12. do 22. kola (2. utakmica između klubova) rezultat nakošen - nije vidljiv redoslijed odigravanja međusobnih utakmica iz dostupnih izvora rezultat smanjen * - iz dostupnih izvora nije uočljiv domaćin susreta prekrižen rezultat - poništena ili brisana utakmica p - utakmica prekinuta 3:0 p.f. / 0:3 p.f. - rezultat 3:0 bez borbe |                          |     |     |     |     |     |      |      |     |      |     |     |     |

 Izvori:

## Unutrašnje poveznice
- Riječko-pulska zona 1973./74.